# Дворец графа Мордвинова
Дворец графа Мордвинова — дворец в Ялте, построенный в имении «Хорошая пустошь» в 1900—1903 году О. Э. Вегенером по проекту архитектора Фёдора Нагеля для графа Александра Александровича Мордвинова. Памятник градостроительства и архитектуры регионального значения.

## Дворец
Имение, на территории которого построен дворец, было пожаловано графу Н. С. Мордвинову Екатериной II за особые заслуги перед Отечеством ещё в 1794 году, но адмирал ограничился лишь устройством садов и виноградников на пустыре, из построек тех времён известно только о даче на пристани. Бытует версия, что узнав о высоких урожаях на ялтинской плантации, Мордвинов воскликнул «Хорошая пустошь!» и это название закрепилось за имением. Со временем сады превратились в парк, открытый в 1870 году внуком адмирала Александром Александровичем старшим для посещения.
В 1898 году правнук первого владельца имения Александр Александрович Мордвинов пригласил в Ялту известного инженера и архитектора Фёдора Борисовича Нагеля из Петербурга, который сделал детальный проект будущего здания. По неизвестной причине воплощать его он отказался и для возведения дворца был приглашён другой известный ялтинский зодчий Оскар Эмильевич Вегенер. Строительство началось в 1900 году и в 1903 году был закончен. Дворец построен из местных материалов: гурзуфского песчаника и ялтинского известняка серых и зеленоватых оттенков.  Двухэтажный дворец, с цокольным этажом и подвалами, общей площадью чуть более 2000 м², соорудили в стиле итальянского возрождения со множеством колонн, арок, резных балконов и карнизов, выполненных из мрамора и ценных пород дерева, широких каменных лестниц, ведущих к входам и встроенных фонтанов. В самом дворце было 79 комнат, внутри всё было отделано с роскошью: в залах присутствуют колоны и арочные своды, много каминов, стены украшены лепниной, мозаикой, альфрейной росписью. При доме имелись различные дворовые постройки, дворец окружал роскошный парк.
Во время Первой мировой войны владелец имения Александр Мордвинов состоял при русском военном атташе во Франции и после революции в Россию не возвращался

## После революции
16 декабря 1920 года приказом председателя Революционного комитета Крыма были изъяты «из частного владения как разных ведомств, так и частных лиц все имения Южного берега Крыма в районе от Судака до Севастополя включительно». В доме Мордвиновых вначале был устроен госпиталь, в 1927 году преобразованный в санаторий для сотрудников Наркомата ВМФ, в 1932 году — отделение Гурзуфского военного санатория, а в 1934 году — Ялтинский военный санаторий № 1 РККА, впоследствии Центральный военный санаторий Министерства обороны СССР. После войны в здании размещался лечебный корпус и приёмное отделение санатория Ленинградского военного округа. В 2000 году имение «Хорошая пустошь» и дворец Мордвиновых стали "Центральным военным санаторием «Ялтинский» Министерства обороны Украины. В 2010 году дворец был выставлен руководством Ялты на продажу за 22000000 $, но, судя по тому, что на 2022 год имение по прежнему находилось в городской собственности, покупателей не нашлось. Парк имения и дворец очень запущены и нуждаются в восстановлении и ремонте.